# 金韫颖
金韫颖（1913年—1992年），乳名佩格，字蕊秀（父亲载沣所取），號秉顥（兄長溥儀親取），英文名「Lily」（庄士敦题赠），满族，爱新觉罗氏，溥仪的三妹。

## 生平

### 三格格

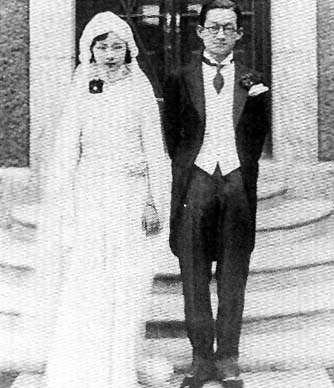
润麒与韫颖的结婚照

1913年，韫颖生于北京紫禁城。由于她是载沣的第三个女儿、溥仪的第三个妹妹，故紫禁城中人称她为“三格格”。1924年11月，冯玉祥將溥仪驱逐出紫禁城，溥仪乃迁居天津张园，韫颖也来到天津。每天，她和溥仪及兄弟姐妹学日语，打网球。由于韫颖和溥仪同为嫡福晉瓜爾佳氏所生，故溥仪很喜欢韫颖。
19岁时，韫颖由溥仪指定婚事，同前清大臣荣源的二儿子、皇后婉容的弟弟润麒订亲。1931年，溥仪在日本军警的保护下潜赴中国东北，建立满洲国。后来，韫颖与润麒的婚礼遂在满洲国新京（今长春）举行。二人婚后不到一个月，溥仪派溥杰和润麒赴日本学军事，韫颖也随同前往。甫抵日本，韫颖便被日本皇室包围，不仅要其出任妇女会名誉会长，且裕仁天皇的弟媳特邀其来寓所教授漢語。韫颖颇觉束缚，乃经常致信溥仪，溥仪将其来信装订成册。
两年后，韫颖回新京探亲，此后坚决不肯回日本。润麒也自日本回到满洲国，在满洲国高等军事学校任中校教官。韫颖和润麒乃在新京长住。1945年日本投降，韫颖随满洲国皇室逃到大栗子沟，随后苏联红军接管东北。润麒在逃亡途中下落不明。

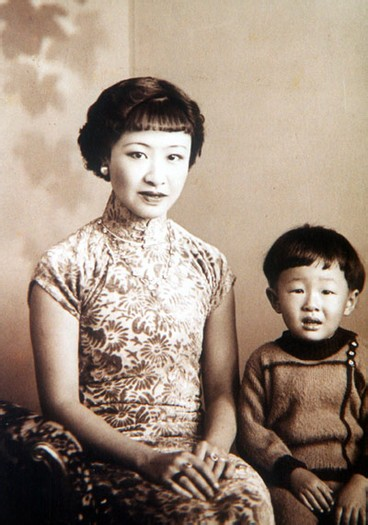
1938年，韫颖与儿子宗弇在日本

### 有志气的人
金韫颖全部上交随身携带的十多箱金银珠宝之后，仅留下几件衣服，带着三个孩子抵达通化。此后，她换上普通蓝布短衫，在街上摆香烟摊，并收购穷苦人家的破衣破鞋。
不久，她被抓到批斗会上接受批斗。批斗会的大会主席要韫颖讲述个人经历，韫颖便从紫禁城的经历讲起，一直讲到当前的生活状况。她讲完后，本应是群众批判的时间，但无人质问或反驳她。半个月后，她全家重回通化。
1949年，北平和平解放，政府告其迁居北京。韫颖和三个孩子以及婆母在一起居住，仍然辛苦度日。1951年，韫颖的父亲载沣逝世，韫颖分得一点点遗产，可靠几间旧房的租金勉强维持生计。自此，她开始参加街道工作，获居民推举为居民组长、治保主任。
1954年，中央文史研究馆馆长章士钊和一位朋友同逛旧书摊，偶见一本《满宫残照记》，内收有当年韫颖在日本时写给溥仪的信。章士钊乃经载涛介绍见到了韫颖，并要韫颖写一份自述，由章士钊呈送毛泽东。毛泽东在韫颖的自述后写下：“走进了人民群众变成了一个有志气的人。”毛泽东批示送周恩来阅，考虑是否酌情处理。不久，韫颖被安排为北京市东城区政协委员，生活得到很大改善。1956年，经毛泽东批准，韫颖和七叔载涛等赴抚顺战犯管理所看望了溥仪。